# أبريز (مهر أنرود)
أبریز (بالفارسية: آبریز) هي مستوطنة تقع في إيران في قسم مهر أنرود المرکزي الريفي. يقدر عدد سكانها بـ 1,324 نسمة .